# Lucien de Louw
Lucien de Louw (Oss, 23 september 1969) is een voormalig Nederlands professioneel wielrenner. Hij reed twee jaar voor de Nederlandse wielerploeg Foreldorado - Golff. In deze twee jaar behaalde hij vijf overwinningen.

## Belangrijkste resultaten
1995
- 1e in GP Wielerrevue
- 2e in Ronde van Limburg
- 2e in Eindklassement Teleflex tour
- 3e in 2e etappe Teleflex Tour

1996
- 1e in Hel van het Mergelland
- 1e in 3e etappe deel a GP Tel
- 1e in 4e etappe Circuito Montañés
- 1e in 8e etappe Circuito Montañés
- 2e in Rund um die Blumenstadt Straelen
- 2e in Profronde van Almelo

1997
- 1e in 8e etappe Boland Bank Tour
- 2e in 3e etappe Boland Bank Tour
- 2e in 5e etappe Boland Bank Tour
- 2e in 6e etappe Boland Bank Tour
- 2e in Eindklassement Boland Bank Tour

1998
- 2e in 6e etappe Sachsen Tour
- 3e in 4e etappe Sachsen Tour